# حقن الستيرويد فوق الجافية
حقن الستيرويد فوق الجافية (بالإنجليزية: Epidural steroid injection)‏(ESI) هي تقنية تُحقَن فيها الستيرويدات القشرية والمخدر الموضعي في الحيز فوق الجافية حول الحبل الشوكي في محاولة لتحسين تضيق العمود الفقري أو فتق القرص الفقري أو كليهما. يترافق الإجراء مع تحسّنات صحية هامة ومعدل نادر من الآثار الجانبية الرئيسية.

## الاستخدامات الطبية
حقن الستيرويد فوق الجافية كعلاج لحالات عرق النسا وتضيق العمود الفقري له تأثير غير واضح. والأدلة التي تدعم الاستخدام في العمود الفقري الرقبي ليست جيدة جدًا. لوحظ أنه في حال عدم استخدام التصوير الطبي لتحديد المكان المناسب للحقن، حقق حقن الستيرويد فوق الجافية فوائد قصيرة المدى في حالات عرق النسا. من غير الواضح ما إذا كان حقن الستيرويد فوق الجافية مفيدًا في الألم المزمن بعد جراحة العمود الفقري.

## الآثار الجانبية
الآثار الجانبية الخطيرة نادرة. وتشمل فقدان البصر، أو السكتة الدماغية، أو الشلل، أو الوفاة عندما يترافق حقن الستيرويدات القشرية مع إنتان، بحسب دراسة أجريت في عام 2012 عن التهاب السحايا. وجدت دراسة أخرى احتمالات متزايدة للإصابة بالورم الشحمي فوق الجافية، بغض النظر عن مؤشر كتلة الجسم (BMI) أو عوامل أخرى.

## التقنية
يجب إجراء الحقن الانتقائي للعمود الفقري مع توجيه التصوير، مثل التنظير الفلوري أو استخدام عامل التباين الإشعاعي في حال عدم وجود مضاد استطباب لهذا التوجيه. يضمن توجيه التصوير الموضع الصحيح للإبرة ويزيد من قدرة الطبيب على إجراء تشخيص دقيق وتطبيق العلاج الفعال. بدون التصوير، سيزداد خطر الحقن بطريقة غير صحيحة، وهذا بدوره قد يقلل من فعالية العلاج ويزيد من المخاطر اللاحقة للحاجة إلى مزيد من العلاج. في حين أن التقنيات التقليدية بدون توجيه التصوير، والمعروفة أيضًا باسم الحقن الأعمى، قد تضمن درجة من الدقة باستخدام المعالم التشريحية، فقد تبين في الدراسات أن إرشادات التصوير توفر دقة أكثر موثوقية مقارنة بالحقن الأعمى.